# 富山県立高岡支援学校
富山県立高岡支援学校（とやまけんりつたかおかしえんがっこう）は、富山県高岡市にある県立の特別支援学校である。知的障害のある児童・生徒が学ぶ。寄宿舎が併設されている。

## 沿革
- 1965年4月1日 - 富山県立高岡養護学校として開校[1][2]。
- 2010年4月1日 - 富山県立高岡支援学校に校名を変更[3][4]。
- 2024年10月17日 - 新小学部棟（鉄筋コンクリート造2階建て延床面積約836m2、教室8室、教室や廊下の腰壁に富山県産の杉を使用）の竣工式を挙行[5]。

## 学部
- 小学部
- 中学部
- 高等部

## 交通
- 加越能バス高岡支援学校前バス停より徒歩2分